# ピアノソナタ第2番 (ショスタコーヴィチ)
ピアノソナタ第2番 ロ短調 作品61は、ドミートリイ・ショスタコーヴィチが作曲し出版されたものでは、2番目のピアノソナタである。

## 概要
ショスタコーヴィチはピアノソナタを2曲残している（現在は破棄、紛失したと思われるサンクトペテルブルク音楽院時代のピアノソナタを含めれば3曲となる）。第2番は交響曲第7番と第8番の間という、作曲家として脂の乗り切った時期に書かれている。作曲に着手したのは1943年1月で、当時ショスタコーヴィチは戦火を避けてクーイビシェフ（現在のサマーラ）に疎開しており、多くの部分はこの都市で作曲されたと見られる（同じ時期に未完となったオペラ『賭博師』も作曲している）。そして同年3月17日、モスクワ近郊アルハンゲルスコエのサナトリウムで完成した。初演は同年6月6日にモスクワで、作曲者自身のピアノにより行なわれた。前年の10月11日に、ショスタコーヴィチのピアノの師であったレニングラード音楽院ピアノ科教授のレオニード・ニコラーエフがチフス熱で亡くなったため、ニコラーエフの思い出に捧げられている。
もともと4楽章の構成にする予定であったが、3楽章の構成に変更されるなど、この曲の作曲にショスタコーヴィチはかなり苦労した。自筆譜には削除や訂正が多く成された跡が残っていると言われている。初演後の評判は低く、不評だったため、ショスタコーヴィチはこの作品を「くずのような作品」「即興」などと否定していた。また1926年に作曲したピアノソナタ第1番も同じような扱いだった。曲は第一ソナタより簡素で技術的にも比較的容易に書かれているが、出来栄えは緻密である。
第1番より演奏されることが比較的多い。録音も少なくないが、有名なピアニスト、エミール・ギレリスもこの曲を録音している。

## 構成
全3楽章で、演奏時間は約27分。随所にあらわれる全音階的旋律の一部分を（主に下方に）半音変位させた旋律と複調が特徴的である。また一般的な感覚に比べると、作曲者自身のイタリア語の速度表示に対しメトロノームによる速度指示は速い。
- 第1楽章 アレグレット　四分音符＝１４４
ロンド風のソナタ形式。
　序奏のパッセージからロ短調、ト短調、嬰ニ短調と目まぐるしく調性が揺れ動き、ロ短調の第一主題が弱拍から奏される。主調のロ短調ははっきり感じられるが、近親調やときに遠隔調にたえず揺れ動き、拍子も３拍子から４拍子へ移り変わる。主題の動機をからめつつ次第にクライマックスを形作りそのままフォルティシモで第二主題に流れ込む（ピウ　モッソ　四分音符＝１６８）。調子記号はフラット２つで、変ホ音が主音のリディア旋法とも変ロ長調の下属和音による開始ともよめる。左手に同じ和音が長々と刻まれるが右手の旋律は非和声音を中心に奏されるため緊張感は高い。第二主題は一貫して４拍子である。
　弱奏に移っていきそのままの速度で第一主題によるいささか途切れがちな響きから展開が始まる。そこに序奏の特徴的なパッセージや第二主題が多声的に絡み合いながらさらに展開される。展開部の後半は１６分音符が一貫するなか第一主題で形作られ次第にクレッシェンドして行きフォルティシモに達しそのまま再現部になだれ込む。
　四分音符＝１４４　4拍子で第一主題が多声的に再現された後、強奏のまま第二主題も第一主題に重なり大きなクライマックスをつくる。ピウ　モッソとなり単体で第二主題が奏された後、第二の展開部のようなコーダが第一主題を中心に弱奏で続く。
- 第2楽章 ラルゴ　四分音符＝７２　メノ　モッソ　四分音符＝６６　ラルゴ　変イ長調
三部形式。非常に節制した音でつぶやきのように作られている。しかしアゴーギクや表情記号が他楽章より細かく指示されており、楽想のうつろいが明確にあらわされている。
- 第3楽章 モデラート・コン・モート　ロ短調
変奏曲形式のフィナーレ。譜面に主題や変奏の表示は無いが以下便宜上記す。
　主題　４／４　四分音符＝１２０　中高音域に単旋律で弱奏される。途中音のずれと読み替えといったもので転調をくり返す。
　第一変奏　２声～４声で和声付けされる。
　第ニ変奏　三連符の対旋律による２声体。ここまで主題は形を変えず奏される。
　第三変奏　ピウ　モッソ　四分音符＝１３２　主題は八分音符で無窮動的に変奏されるが和声はおおむね主題に倣うもの。
　第四変奏　テンポⅠ　コラール体で主題の旋律がショスタコーヴィチ一流の（主題とは異なる）和声により奏される。変拍子が挟まれ緊迫感を増しながら表情はより深まっていく。
　第五変奏　アレグレット　コン　モート　３／４　符点二分音符＝８０　ヘ短調　曲調が速められ無窮動のスケルツォ的な変奏。後半とくに作曲者に時にきかれるユダヤ風な曲調があらわれる。
　第六変奏　２／４　高音部と低音部による２声カノン。減８度（長７度）により不思議な雰囲気を見せる。
　第七変奏　ポーコ　メノ　モッソ　二分音符＝８４　音価を拡大された反行形の主題と付点リズムの対旋律の弱奏により表情はより深化し続く第八変奏につながる。
　第八変奏　アダージォ　四分音符＝７２　ロ短調に復帰し、最低音部に主題、高音部に複付点のリズムを持つ主題にもとづく対旋律が奏され、さらに２声から次第に声部は増し主題はもっとも昇華された形で歌われる。
　主題　４／４　モデラート　四分音符＝１０４　再び原形で主題があらわれこれを１６分音符の走句が彩る。最後は最弱奏で主題の痕跡を残しながら曲を閉じる。